# Louis Smith (Turner)
Louis Antoine Smith MBE (* 22. April 1989 in Peterborough) ist ein britischer Kunstturner. Er war ein Teil des britischen Turn-Teams, welches bei den Olympischen Spielen 2012 in London im Mannschaftswettbewerb eine Bronzemedaille erringen konnte. Außerdem gewann er eine Silbermedaille am Seitpferd.